# Ein Tropfen Gift
Ein Tropfen Gift ist ein Kriminalfilm von 1917 der Filmreihe Phantomas.

## Inhalt
"Ein wirklich seltsamer, klug ersonnener und geschickt inszenierter Kriminalfall, welcher wieder dem klugen Detektiv Phantomas Gelegenheit gibt, eine mysteriöse Angelegenheit aufzuklären.
Der plötzliche Tod Frau Von Geldens, das Verschwinden ihres Gatten und Schwagers, die Verdächtigung des Letzteren als mutmaßlichen Mörder, und wie schließlich Phantomas alles aufdeckt, dies ist in wirkungsvollster Steigerung mit schärfster Logik so überzeugend und klar geschildert, von Erich Kaiser-Titz als Phantomas und seinen Partnern so trefflich dargestellt und von Adolf Gärtner so sorgfältig inszeniert, daß dieser Film unbedingt starken und wohlverdienten Beifall finden wird."

## Hintergrund
Die Produktionsfirma war die Greenbaum-Film GmbH Berlin. Der Film hatte eine Länge von vier Akten auf 1.391 Metern, dies entspricht ca. 76 Minuten. Die Polizei Berlin belegte ihn mit einem Jugendverbot (Nr. 40668). Die Polizei München verbot die Ankündigung als Detektivfilm (Nr. 25400, 25401, 25402, 25403). Die Uraufführung fand in den Kant-Lichtspielen Berlin im Juni 1917 statt.